# Zofia Stachurska
Zofia Stachurska (ur. 25 stycznia 1915 w Mírovie, zm. 13 lutego 1980 w Krakowie) – polska śpiewaczka klasyczna (sopranistka) i pedagog.

## Życiorys
Urodziła się w Mírovie na Morawach, dzieciństwo i młodość spędziła w Rzeszowie. W latach 1943–1947 uczyła się prywatnie śpiewu u Marii Świeżawskiej. W latach 1947–1948 studiowała na Wydziale Pedagogicznym łódzkiej PWSM (dyplom w 1951), ucząc się równocześnie śpiewu w klasie Olgi Olginy. Jako pedagog była zaangażowana w powojenną odbudowę życia muzycznego Rzeszowa – m.in. uczyła śpiewu, zasad muzyki i solfeżu w Miejskiej Szkole Muzycznej oraz pełniła funkcję dyrektora Instytutu Muzycznego im. F. Chopina (1949–1950). Po 1950 kontynuowała studia wokalne w PWSM w Krakowie w klasie Stanisławy Argasińskiej (dyplom w 1957). 
W 1950 rozpoczęła współpracę z Filharmonią Krakowską jako solistka śpiewaczka i pozostała z nią związana aż do przejścia na emeryturę w 1975 (z krótką przerwą w latach 50.). W latach 1954–1955 była także solistką Państwowej Organizacji Imprez Artystycznych «Artos» w Krakowie, a w latach 1955–1959 Orkiestry i Chóru Polskiego Radia w Krakowie.
Specjalizowała się w muzyce współczesnej, aczkolwiek była śpiewaczką wszechstronną i w swoim repertuarze miała także kompozycje Bacha, Händla, Beethovena, Mozarta, Haydna, Glucka. W repertuarze romantycznym zasłynęła jako doskonała interpretatorka cyklu pieśni Miłość i życie kobiety Schumanna. Głównie jednak śpiewała utwory współczesnych kompozytorów polskich: Karola Szymanowskiego, Kazimierza Wiłkomirskiego, Tadeusza Bairda, Zygmunta Mycielskiego, Piotra Perkowskiego, i obcych: Benjamina Brittena, Antona Weberna, Igora Strawinskiego, Carla Orffa, Luigiego Nona, Béli Bartóka, Albana Berga, Arthura Honeggera.
Brała udział w wielu prawykonaniach utworów polskich kompozytorów współczesnych, m.in.: Kantata serc Tadeusza Szeligowskiego (1952), Wierchy Artura Malawskiego (1952), Mazowsze Kazimierza Serockiego (1952), Strofy Krzysztofa Pendereckiego („Warszawska Jesień” 1959), Symfonia pieśni Kazimierza Serockiego (1959), Koncert na głos i orkiestrę Tadeusza Machla (1960), Koncert na sopran i małą orkiestrę symfoniczną Ireny Garzteckiej (1960).
Do 1973 dużo koncertowała, biorąc udział w licznych koncertach symfonicznych Filharmonii Krakowskiej, a także w recitalach w Warszawie, Opolu, Bydgoszczy, Lublinie, Rzeszowie, Poznaniu, Wrocławiu, Częstochowie. Była stałym gościem Festiwalu Muzyki Współczesnej „Warszawska Jesień” od początku jego istnienia. Podczas pierwszej edycji festiwalu w 1956 brała udział w polskiej premierze Symfonii wiosennej Benjamina Brittena. Uczestniczyła w Internationale Ferienkurse für Neue Musik w Darmstadt oraz we włoskim Biennale Muzyki w Wenecji, Treviso, Bolonii i Padwie.
W działalności pozaartystycznej zajmowała się upowszechnianiem muzyki, organizując audycje umuzykalniające i koncerty kameralne dla młodzieży szkolnej. Od 1970 do ostatnich lat życia wykładała śpiew solowy w krakowskiej Akademii Muzycznej. Do jej uczniów należeli soliści oper w Krakowie, Bytomiu i Wiedniu. Od 1959 była aktywnym członkiem Stowarzyszenia Polskich Artystów Muzyków, pełniąc różne funkcje, m.in. członka Zarządu Głównego (ZG SPAM) w latach 1971–1974.
Zmarła w 1980. Została pochowana na cmentarzu Rakowickim, część wojskowa, kwatera LXXIX, rząd 8, miejsce 13.

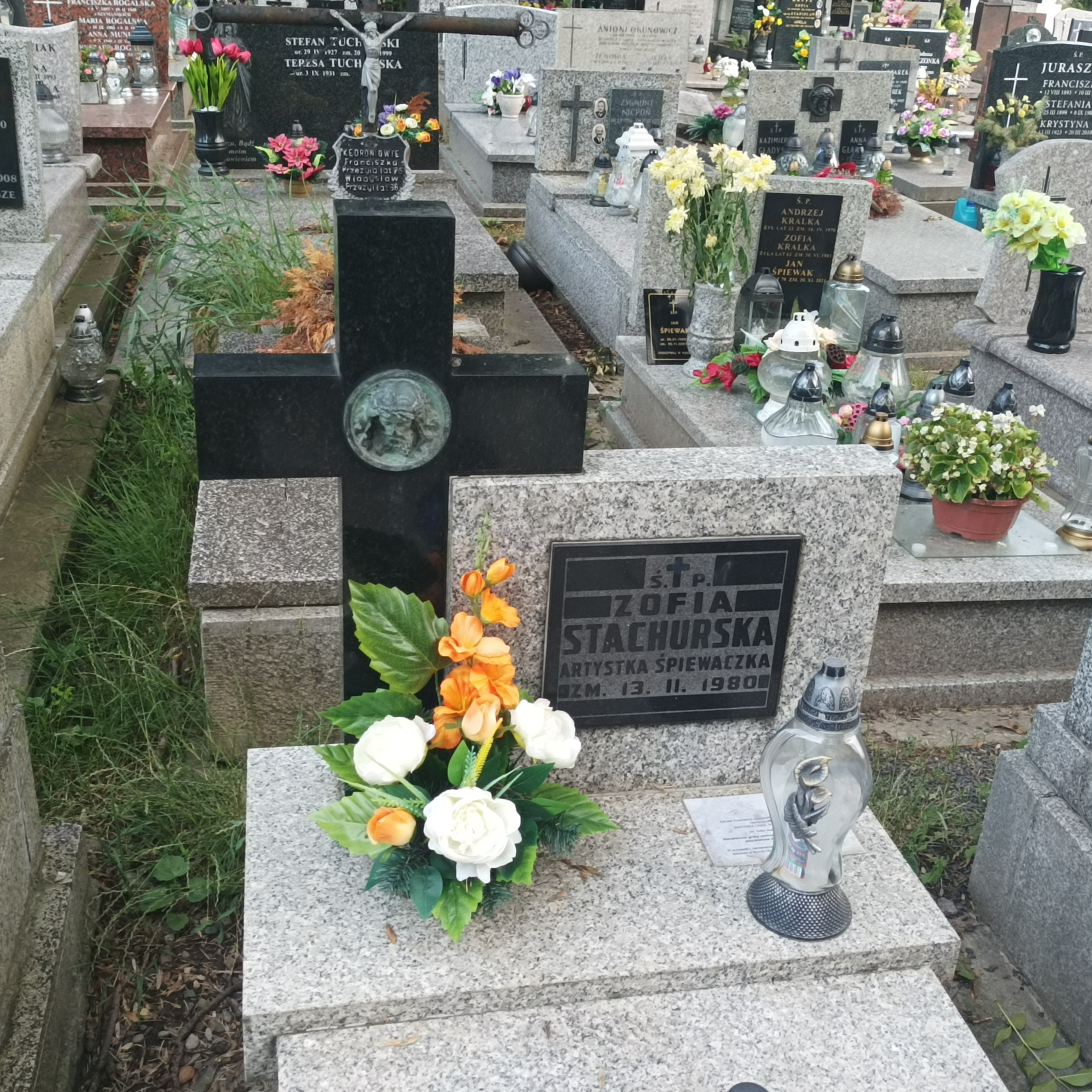
Grób Zofii Stachurskiej na cmentarzu wojskowym przy ul. Prandoty w Krakowie

## Nagrody i odznaczenia
- 1949 – Nagroda Ministra Kultury i Sztuki
- 1965 – Złota Odznaka SPAM
- 1970 – Srebrna Odznaka „Za zasługi dla Ziemi Krakowskiej”
- 1975 – Złoty Krzyż Zasługi